# Дружество на старозагорските писатели
Дружеството на старозагорските писатели е обединение на писателите от Стара Загора.
Организираният литературен живот в Стара Загора започва още в първите години след Освобождението.
През 1910 година Атанас Илиев – просветен деец, учител и книжовник, създава литературен кръжок, с членове млади старозагорски интелектуалци.
Между 1911 и 1926 година в Стара Загора излизат вече девет литературни списания, някои от които на добро художествено равнище: „Искрици“, „Трептящи акорди“, „Хризантеми“ и др. Част от изявените автори към този период са Иван Хаджихристов, Иван Мирчев, Богдан Баров и др. Част от организацията в Стара Загора са и Николай Лилиев, Георги Бакалов, а по-късно и Веселин Ханчев. Кирил Христов казва: „Без Стара Загора няма българска литература“. Родният град на толкова поетични таланти основателно си спечелва името „Градът на поетите“.
На 30 октомври 2004 г. възобновява дейността си като клон на Сдружението на българските писатели с председател Михаил Неделчев. Към 2004 г. председател е Иван Груев, а членове са Ботьо Буков, Виолета Бончева, Виолета Христова, Ганьо Ганев, Георги Димитров-Жорж, Иван Груев, Йордан Атанасов, Камелия Мирчева, Керка Хубенова, Красимира Божанова, Радка Шидерска, Рафаел Смирнов, Стана Димитрова, Стойчо Маджарски, Татяна Савова, Тодор Шунанов, Стоил Стоилов – все талантливи автори на една и повече книги.